# Рыбник Зубрица
Рыбник Зубрица (укр. Рибник Зубриця) — река в Дрогобычском районе Львовской области Украины. Левый приток реки Рыбник (бассейн Днестра).
Длина реки 15 км, площадь бассейна 66,7 км². Типично горная река. Долина узкая и глубокая, в основном покрыта лесами. Русло слабоизвилистое, каменистое, со множеством перекатов и стремнин.
Берёт начало на северо-восточных склонах хребта Высокий Верх юго-восточнее села Зубрица. Течет между горами Сколевских Бескидов сначала на северо-запад, далее — преимущественно на северо-восток. Впадает в Рыбник в пределах села Майдан.
На реке расположены сёла Зубрица, Головеское, Кринтята, Майдан.